# 朱恒璧
朱恒璧（1890年5月28日—1987年8月2日），字亞完，男，江苏阜宁人，中国医学教育家和药理学家，曾任中華醫學會會長、中国生理学会会长，上海医学院创始人之一，为中国的医药事业作出了卓越贡献。

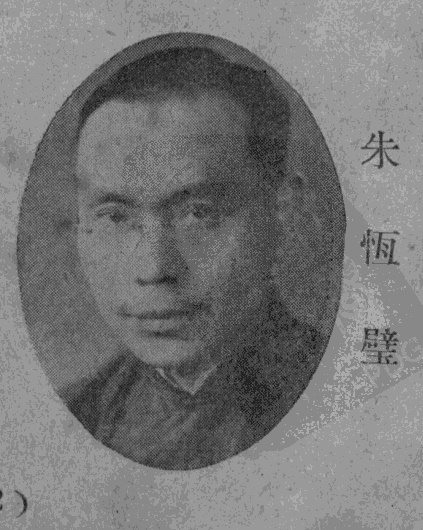
朱恆璧

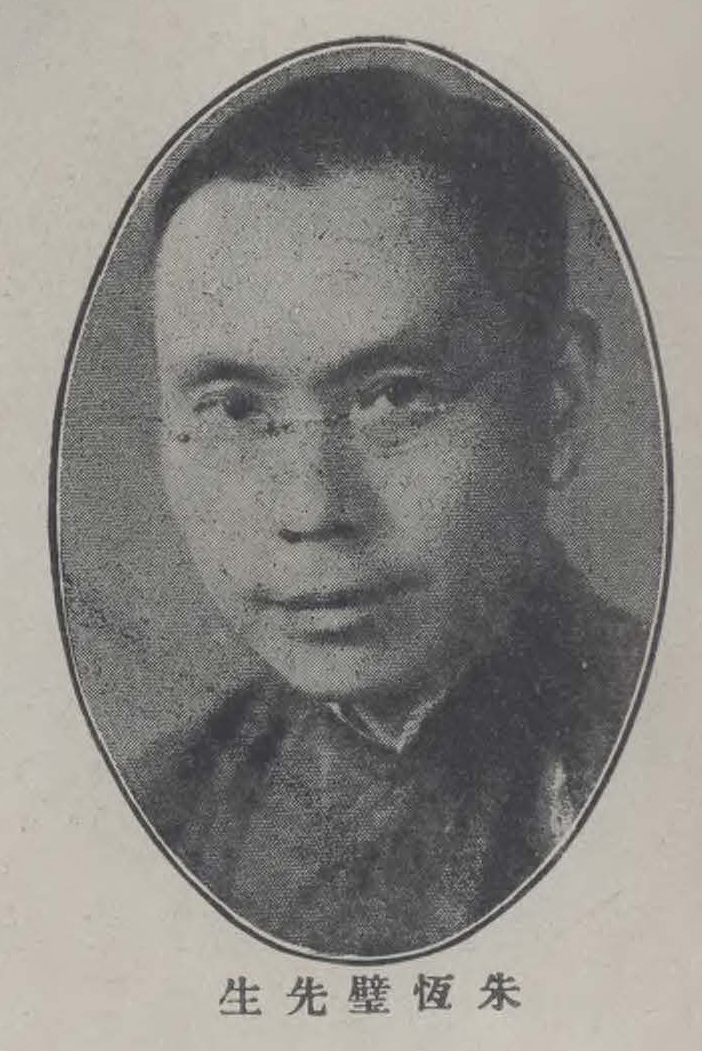
朱恆璧

## 生平

### 早年求学
光緒十六年（1890年）5月28日出生於江蘇省阜寧縣商人家庭，先后到鎮江、上海求學。1910年，畢業於上海青年會中學，考取大清紅十字會醫學校（中國哈佛醫學校），1916年進入上海紅十字會醫院，任內科住院醫生。不久赴美國哈佛大學進修病理學。

### 湘雅医学院经历
1919年返國，經協和醫院院長格林（Green）介紹，前往長沙湘雅醫學院教習。1923年又至美國西余大學繼續進修，研究離子對心臟的影響。1925年返回湘雅醫學院任藥理學副教授。1927年，湘雅醫學院停辦。

### 创建上海医学院
1928年，與顏福慶一起到上海主持中央大學醫學院，後改名上海醫學院。1941年上海醫學院轉輾遷至重慶歌樂山，朱恆璧正式任院長。

### 浙江医学院经历
1953年，調到浙江省衛生廳任技正兼任浙江醫學院，轉任浙江醫學院藥理學教授。

### 逝世
1987年在杭州逝世，享年97岁。

## 学术成就
20年代，朱恒璧在心脏生理方面做了一系列研究工作，发表了多篇重要论文。50年代，他大力倡导数学药理学，在《浙医学报》上发表题为《高等数学在医学上应用的我见》的长篇连载论文，列举了大量事实说明数学方法在现代医学中已有广泛应用，对中国医药学界很有启发，影响深远。遗憾的是，随着“文化大革命”开始，朱恒璧在数学药理方面的论著终未能整理成书。1980年，90岁高龄的朱恒璧在浙江省药学会年会上宣读亲笔所写的《怎样向现代药理学进军》的论文，号召中青年学者向现代药理学进军，向量子药理学和分子药理学进军。

## 家庭
长女朱天孝是中国医科大学微生物学教授，女婿李华天是中国计算机科学家。长子朱天复曾任浙江大学和同济大学热能系教授。次女朱天德是浙江医学院附属医院护士长。幼子朱天申是骨科专家。